# Вера Которка
Вера Теодосиева Трайковска – Которка (на македонска литературна норма: Вера Теодосиева Трајковска) е югославска партизанка, участничка в комунистическата съпротива във Вардарска Македония.

## Биография
Родена е на 2 април 1925 година в Куманово. Става член на СКМЮ, докато е ученичка. Взема участие в Комунистическата съпротива във Вардарска Македония. Владее три езика: немски, италиански и френски език. Убита е в местността Лопен в планината Осогово, близо до днешния курорт Пониква. На нейно име е кръстено училището в село Клечовце – ОУ „Вера Которка“.